# Nouaillé-Maupertuis
Pour les articles homonymes, voir Maupertuis.
Nouaillé-Maupertuis est une commune du centre-ouest de la France, située dans le département de la Vienne en région Nouvelle-Aquitaine.

## Géographie
Les citoyens de Nouaillé-Maupertuis sont nommés les Nobiliens et les Nobiliennes.

### Localisation
Nouaillé-Maupertuis reste encore une commune rurale malgré sa situation dans l'immédiate banlieue de Poitiers. Nouaillé possède sur son territoire un important ensemble abbatial qui se dresse le long du Miosson.
La grande ville la plus proche de Nouaillé-Maupertuis est Poitiers et se trouve à un peu plus de 10 km au nord-ouest.

### Communes limitrophes
| Saint-Benoît            | Mignaloux-Beauvoir  |                 |
| Smarves                 | Nouaillé-Maupertuis |                 |
| Roches-Prémarie-Andillé |                     | Nieuil-l'Espoir |

### Climat
Pour des articles plus généraux, voir Climat de la Nouvelle-Aquitaine et Climat de la Vienne.
Historiquement, la commune est exposée à un climat océanique du nord-ouest.
En 2020, Météo-France publie une typologie des climats de la France métropolitaine dans laquelle la commune est exposée à un climat océanique altéré et est dans la région climatique  Poitou-Charentes, caractérisée par un bon ensoleillement, particulièrement en été et des vents modérés.
Pour la période 1971-2000, la température annuelle moyenne est de 11,9 °C, avec une amplitude thermique annuelle de 15,1 °C. Le cumul annuel moyen de précipitations est de 741 mm, avec 11,2 jours de précipitations en janvier et 6,7 jours en juillet. Pour la période 1991-2020, la température moyenne annuelle observée sur la station météorologique la plus proche, située à Biard à 11 km à vol d'oiseau, est de 12,2 °C et le cumul annuel moyen de précipitations est de 695,3 mm,. Pour l'avenir, les paramètres climatiques de la commune estimés pour 2050 selon différents scénarios d'émission de gaz à effet de serre sont consultables sur un site dédié publié par Météo-France en novembre 2022.

### Voies de communication et transports
Les gares les plus proches se trouvent à Mignaloux-Beauvoir  (2,02 km) (gare de Mignaloux-Nouaillé), Ligugé (6,46 km), Poitiers (10,38 km), Iteuil (8,03 km), Chasseneuil-du-Poitou (16,28 km).

## Urbanisme

### Typologie
Au 1er janvier 2024, Nouaillé-Maupertuis est catégorisée bourg rural, selon la nouvelle grille communale de densité à sept niveaux définie par l'Insee en 2022.
Elle appartient à l'unité urbaine de Nouaillé-Maupertuis, une unité urbaine monocommunale constituant une ville isolée,. Par ailleurs la commune fait partie de l'aire d'attraction de Poitiers, dont elle est une commune de la couronne,. Cette aire, qui regroupe 97 communes, est catégorisée dans les aires de 200 000 à moins de 700 000 habitants,.

### Occupation des sols
L'occupation des sols de la commune, telle qu'elle ressort de la base de données européenne d’occupation biophysique des sols Corine Land Cover (CLC), est marquée par l'importance des territoires agricoles (60,4 % en 2018), en diminution par rapport à 1990 (62,8 %). La répartition détaillée en 2018 est la suivante : 
terres arables (39,3 %), forêts (29,3 %), zones agricoles hétérogènes (14,5 %), zones urbanisées (10,3 %), prairies (6,7 %). L'évolution de l’occupation des sols de la commune et de ses infrastructures peut être observée sur les différentes représentations cartographiques du territoire : la carte de Cassini (XVIIIe siècle), la carte d'état-major (1820-1866) et les cartes ou photos aériennes de l'IGN pour la période actuelle (1950 à aujourd'hui).

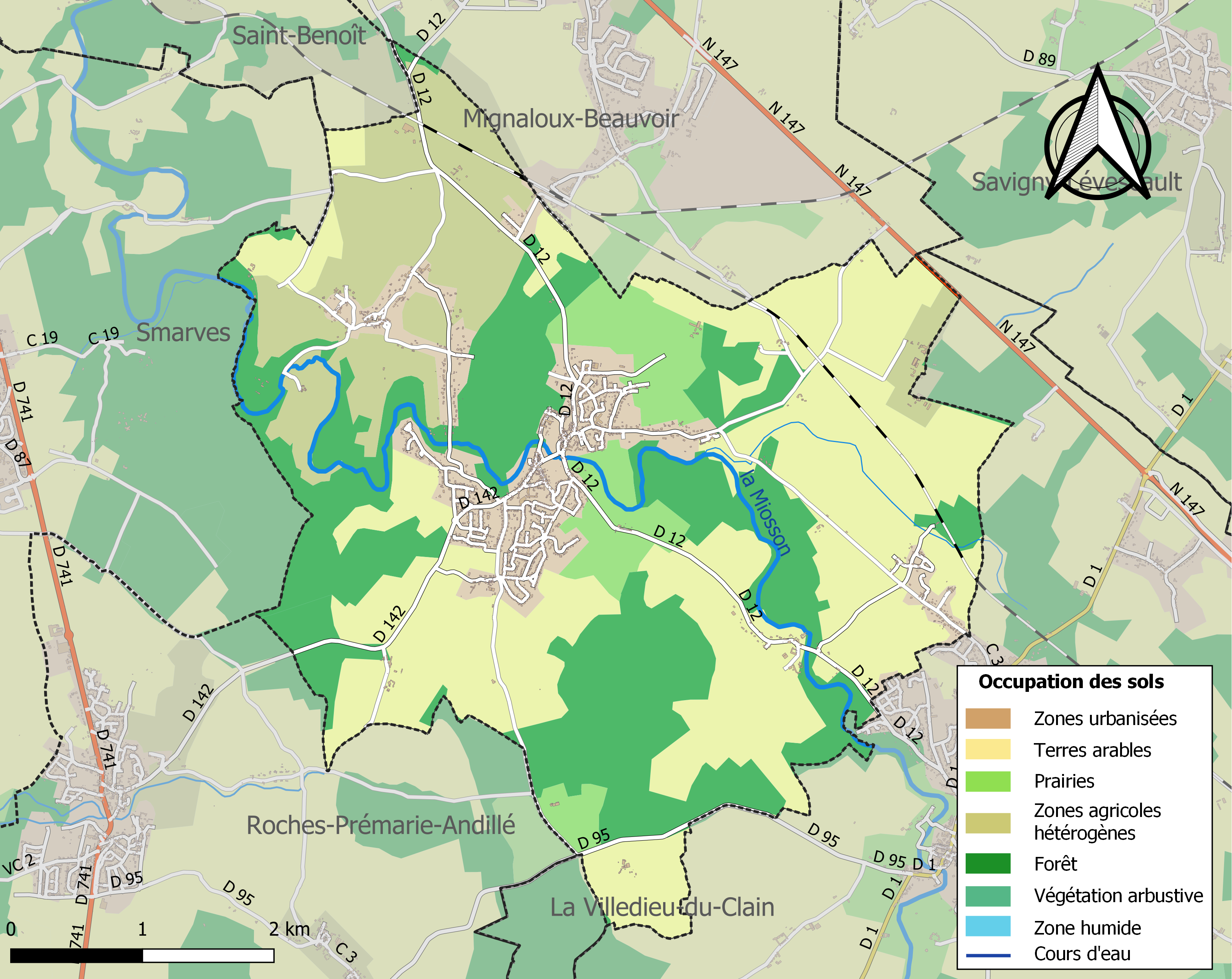
Carte des infrastructures et de l'occupation des sols de la commune en 2018 (CLC).

### Risques majeurs
Le territoire de la commune de Nouaillé-Maupertuis est vulnérable à différents aléas naturels : météorologiques (tempête, orage, neige, grand froid, canicule ou sécheresse), inondations, feux de forêts, mouvements de terrains et séisme (sismicité modérée). Il est également exposé à deux risques technologiques, le transport de matières dangereuses et le risque nucléaire. Un site publié par le BRGM permet d'évaluer simplement et rapidement les risques d'un bien localisé soit par son adresse soit par le numéro de sa parcelle.

#### Risques naturels
Certaines parties du territoire communal sont susceptibles d’être affectées par le risque d’inondation par débordement de cours d'eau, notamment la Miosson. La commune a été reconnue en état de catastrophe naturelle au titre des dommages causés par les inondations et coulées de boue survenues en 1982, 1983, 1987, 1993, 1999 et 2010,.
Nouaillé-Maupertuis est exposée au risque de feu de forêt. En 2014, le deuxième plan départemental de protection des forêts contre les incendies (PDPFCI) a été adopté pour la période 2015-2024. Les obligations légales de débroussaillement dans le département sont définies dans un arrêté préfectoral du 29 mai 2015,, celles relatives à l'emploi du feu et au brûlage des déchets verts le sont dans un arrêté permanent du 24 mai 2015,.

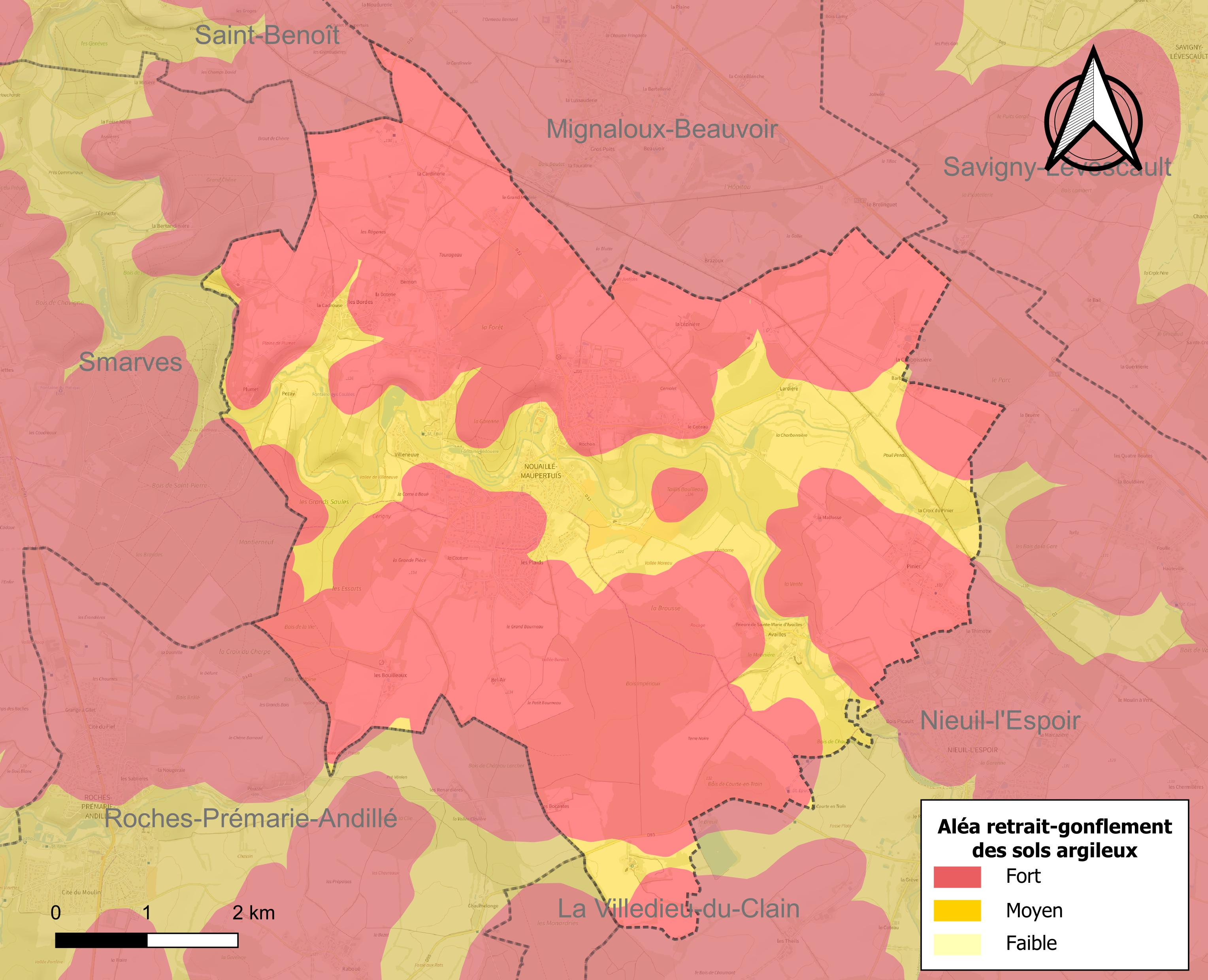
Carte des zones d'aléa retrait-gonflement des sols argileux de Nouaillé-Maupertuis.

Les mouvements de terrains susceptibles de se produire sur le territoire de la commune sont des affaissements et effondrements liés aux cavités souterraines (hors mines) et des tassements différentiels. Afin de mieux appréhender le risque d’affaissement de terrain, un inventaire national permet de localiser les éventuelles cavités souterraines dans la commune. Le retrait-gonflement des sols argileux est susceptible d'engendrer des dommages importants aux bâtiments en cas d’alternance de périodes de sécheresse et de pluie. La totalité de la commune est en aléa moyen ou fort (79,5 % au niveau départemental et 48,5 % au niveau national). Depuis le 1er octobre 2020, en application de la loi ÉLAN, différentes contraintes s'imposent aux vendeurs, maîtres d'ouvrages ou constructeurs de biens situés dans une zone classée en aléa moyen ou fort,.
La commune a été reconnue en état de catastrophe naturelle au titre des dommages causés par la sécheresse en 1989, 1991, 2003, 2005, 2011 et 2017 et par des mouvements de terrain en 1999 et 2010.

#### Risque technologique
La commune étant située dans le périmètre du plan particulier d'intervention (PPI) de 20 km autour de la centrale nucléaire de Civaux, elle est exposée au risque nucléaire. En cas d'accident nucléaire, une alerte est donnée par différents médias (sirène, sms, radio, véhicules). Dès l'alerte, les personnes habitant dans le périmètre de 2 km se mettent à l'abri. Les personnes habitant dans le périmètre de 20 km peuvent être amenées, sur ordre du préfet, à évacuer et ingérer des comprimés d’iode stable,,.

## Toponymie
Le nom de la localité est attesté sous la forme latinisée cella de Novaliacinse en 780.
Il s'agit d'une formation toponymique gallo-romane en -(i)acum, suffixe locatif d'origine gauloise. Il a abouti généralement à la terminaison -é dans l'ouest.
Le premier élément Noval(i)- représente sans doute le latin novalis « terre nouvellement défrichée », peut-être ici au pluriel neutre novalia, tout comme Noailles (Corrèze, comitem Novalium XIVe siècle) et Noailles (Tarn, Noailla 1259).
Le sens global du toponyme est donc « lieu où les terres ont été nouvellement défrichées ».
Ce type toponymique semble absent du nord de la France, alors qu'au sud il est fréquent : Naillac (Dordogne, Noalhac XIIIe siècle), Noailhac (Aveyron), Noalhac (Lot), Noaillac (Corrèze, Gironde, Aveyron, Tarn), Noailly (Loire, de Noaliaco 959), etc.

## Histoire

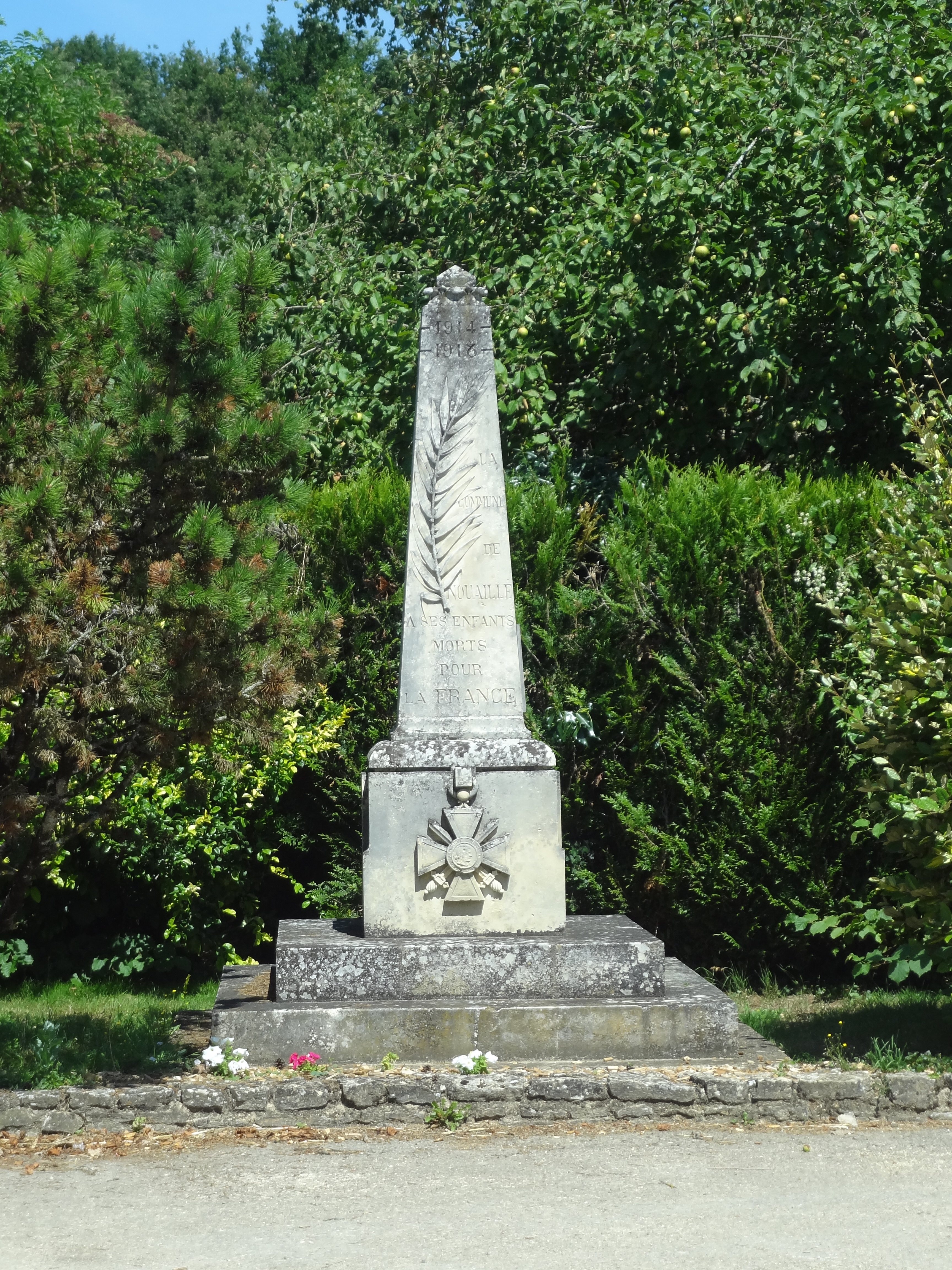
Monument aux morts de Nouaillé-Maupertuis.

La bataille de Nouaillé-Maupertuis qui voit la défaite de Jean le Bon avec une armée de 12 000 hommes face aux Anglais du prince de Galles se déroule le 19 septembre 1356. Le roi Jean II Le Bon et son fils sont faits prisonniers et beaucoup de seigneurs sont tués ou pris. C'est au cours de cette bataille que Philippe, futur duc de Bourgogne, aurait prononcé cette phrase célèbre : « Père, gardez-vous à droite ! Gardez-vous à gauche ! ».
Les Anglais se retirent par Gençay, Couhé et Ruffec, sans attaquer Poitiers. Tous les ans, des festivités médiévales sont représentées par l'association Nouaillé 1356 afin de reconstituer cette bataille.
Dans le cadre du traité de Brétigny, conséquence directe de cette défaite, la France cède au roi d'Angleterre et duc d'Aquitaine, le Poitou, la Saintonge, l'Angoumois, le Limousin, le Périgord, le Quercy et le Rouergue.
Nouaillé accueille favorablement les avancées de la Révolution française. Elle plante ainsi son arbre de la liberté, symbole de la Révolution. Il devient le lieu de ralliement de toutes les fêtes et des principaux événements révolutionnaires, comme la fête de la Fédération annuelle et cantonale.

## Politique et administration

### Intercommunalité
Depuis le 1er janvier 2014 Nouaillé-Maupertuis est rattachée à la Communauté de Communes Vallées du Clain.
Elle était précédemment membre de la Communauté de communes de la Région de La Villedieu-du-Clain.

### Liste des maires
| Période                                  | Période   | Identité                        | Étiquette | Qualité                                                                                                 |
| ---------------------------------------- | --------- | ------------------------------- | --------- | --- |
| mai 1953                                 | mars 1971 | Norbert Puisais (d) (1897-1984) |           | Industriel Chevalier de la Légion d'honneur Son nom a été donné au groupe scolaire public de la commune |
| mars 1971                                | mars 1983 | Jacques Borzeix (d) (1934-2010) |           | Professeur d'université, président de l'université de Poitiers,                                         |
| mars 1983                                | juin 1995 | Daniel Moinard (d) (1947- )     |           | Directeur d'hôpital Chevalier de la Légion d’honneur et de l’Ordre national du Mérite                   |
| juin 1995                                | mars 2001 | Gérard Rivaud (d) (1946- )      | PS        | Conseiller général (2008-2015)                                                                          |
| mars 2001                                | mars 2014 | Henri Bosq (1956- )             | PS        | Informaticien Réélu en 2008                                                                             |
| mars 2014                                | En cours  | Michel Bugnet (d) (1961- )      | SE        | Cadre supérieur RH Réélu en 2020                                                                        |
| Les données manquantes sont à compléter. |           |                                 |           | |

### Instances judiciaires et administratives
La commune relève du tribunal d'instance de Poitiers, du tribunal de grande instance de Poitiers, de la cour d'appel  de Poitiers, du tribunal pour enfants de Poitiers, du conseil de prud'hommes de Poitiers, du tribunal de commerce de Poitiers, du tribunal administratif de Poitiers et de la cour administrative d'appel  de  Bordeaux, du tribunal des pensions de Poitiers, du tribunal des affaires de la Sécurité sociale de la Vienne, de la cour d’assises de la Vienne.

### Services publics
Les réformes successives de La Poste ont conduit à la fermeture de nombreux bureaux de poste ou à leur transformation en simple relais. La commune a pu maintenir le sien jusqu’en mars 2023, la mairie prenant la suite sous la forme de relai postal

### Politique environnementale
Dans son palmarès 2024, le Conseil national de villes et villages fleuris de France a attribué deux fleurs à la commune.

### Jumelage
Dans le cadre de son programme de jumelage avec d'autres villes du monde, et par le biais de sa communauté de communes, la ville de Nouaillé-Maupertuis est jumelée avec Bernareggio (Italie) et Wachtberg (Allemagne).

## Population et société

### Démographie
L'évolution du nombre d'habitants est connue à travers les recensements de la population effectués dans la commune depuis 1793. Pour les communes de moins de 10 000 habitants, une enquête de recensement portant sur toute la population est réalisée tous les cinq ans, les populations de référence des années intermédiaires étant quant à elles estimées par interpolation ou extrapolation. Pour la commune, le premier recensement exhaustif entrant dans le cadre du nouveau dispositif a été réalisé en 2005.

En 2022, la commune comptait 2 955 habitants, en évolution de +7,77 % par rapport à 2016 (Vienne : +0,6 %, France hors Mayotte : +2,11 %).
| 1793 | 1800 | 1806 | 1821 | 1831 | 1836 | 1841 | 1846 | 1851 |
| ---- | ---- | ---- | ---- | ---- | ---- | ---- | ---- | ---- |
| 730  | 694  | 724  | 707  | 787  | 818  | 810  | 818  | 815  |

| 1856 | 1861 | 1866 | 1872 | 1876 | 1881 | 1886 | 1891 | 1896 |
| ---- | ---- | ---- | ---- | ---- | ---- | ---- | ---- | ---- |
| 820  | 801  | 813  | 835  | 832  | 829  | 833  | 850  | 840  |

| 1901 | 1906 | 1911 | 1921 | 1926 | 1931 | 1936 | 1946 | 1954 |
| ---- | ---- | ---- | ---- | ---- | ---- | ---- | ---- | ---- |
| 858  | 850  | 839  | 736  | 703  | 668  | 686  | 641  | 711  |

| 1962 | 1968 | 1975  | 1982  | 1990  | 1999  | 2005  | 2006  | 2010  |
| ---- | ---- | ----- | ----- | ----- | ----- | ----- | ----- | ----- |
| 740  | 796  | 1 017 | 1 433 | 2 142 | 2 404 | 2 588 | 2 660 | 2 761 |

| 2015  | 2020  | 2022  | - | - | - | - | - | - |
| ----- | ----- | ----- | - | - | - | - | - | - |
| 2 745 | 2 895 | 2 955 | - | - | - | - | - | - |

En 2008, selon l’Insee, la densité de population de la commune était de 124 hab./km2 contre 61 hab./km2 pour le département, 68 hab./km2 pour la région Poitou-Charentes et 115 hab./km2 pour la France.
Les dernières statistiques démographiques pour la commune ont été fixées en 2009 et publiées en 2012. Il ressort que la mairie de Nouaillé Maupertuis administre une population totale de 2 825 personnes. À cela il faut soustraire les résidences secondaires (74 personnes) pour constater que la population permanente sur le territoire de la commune est de 2 751 habitants.
Selon l'INSEE, en 2005, la répartition par sexe de la population était la même qu'en 1999, à savoir: 49,6 % d'hommes (49 % en 2007) et 50,4 % de femmes (51 % en 2007).
En 2005 (INSEE):
- Le nombre de célibataires était de 28,5 %.
- Les couples mariés représentaient 60,4 % de la population.
- Les divorcés représentaient 4,6 %.
- Le nombre de veuves et veufs était de 6,5 %.

### Enseignement
Nouaillé-Maupertuis dépend de l'Académie de Poitiers et les écoles primaires de la commune relèvent de l'Inspection académique de la Vienne. Nouaillé-Maupertuis possède une école maternelle et une école élémentaire publiques, qui portent depuis 2022 le nom de Norbert Puisais (d), maire de 1953 à 1971.

## Économie

### Agriculture
Selon la Direction régionale de l'Alimentation, de l'Agriculture et de la Forêt de Poitou-Charentes, il n'y a plus que 17 exploitations agricoles en 2010 contre 29 en 2000.
Les surfaces agricoles utilisées ont diminué et sont passées de 1 552 hectares en 2000 à 1 337 hectares en 2010. 55 % sont destinées à la culture des céréales (blé tendre essentiellement mais aussi orges et maïs), 16 % pour les oléagineux (colza et tournesol), 21 % pour le fourrage et 2 % reste en herbes. En 2000, un hectare (0 en 2010) était consacré à la vigne.
4 exploitations en 2010 (contre 10 en 2000) abritent un élevage de bovins (787 têtes en 2010 contre 895 têtes en 2000). 3 exploitations en 2010 (contre 7 en 2000) abritent un élevage d'ovins (113 têtes en 2010 contre 228 têtes en 2000). L'élevage de volailles a disparu au cours de cette décennie.

### Emplois
Le taux de chômage en 2005 était de 5,3 % (5,1 % en 1999).
Le taux d'activité était de 76,7 % en 2005 (74,2 % en 1999).
Les retraités et les préretraités représentaient 17,2 % de la population en 2005 (13,3 % en 1999).

### Commerce
Selon l'INSEE, en 2009, il restait:
- une supérette;
- une boulangerie;
- un tabac-librairie-papeterie-journaux;
- un salon de coiffure;
- un salon d'esthétique.

Un marché a lieu toute l'année le vendredi, de 16h à 20h.

## Culture locale et patrimoine

### Lieux et monuments

#### Patrimoine religieux
- L'abbaye occupe le fond plat de la vallée du Miosson, à l'intérieur d'un ancien méandre abandonné. De l'importante fondation bénédictine, il subsiste à l'heure actuelle, un ensemble encore important de bâtiments. Ces derniers entourent la vaste église romane transformée à plusieurs reprises au cours des ans.

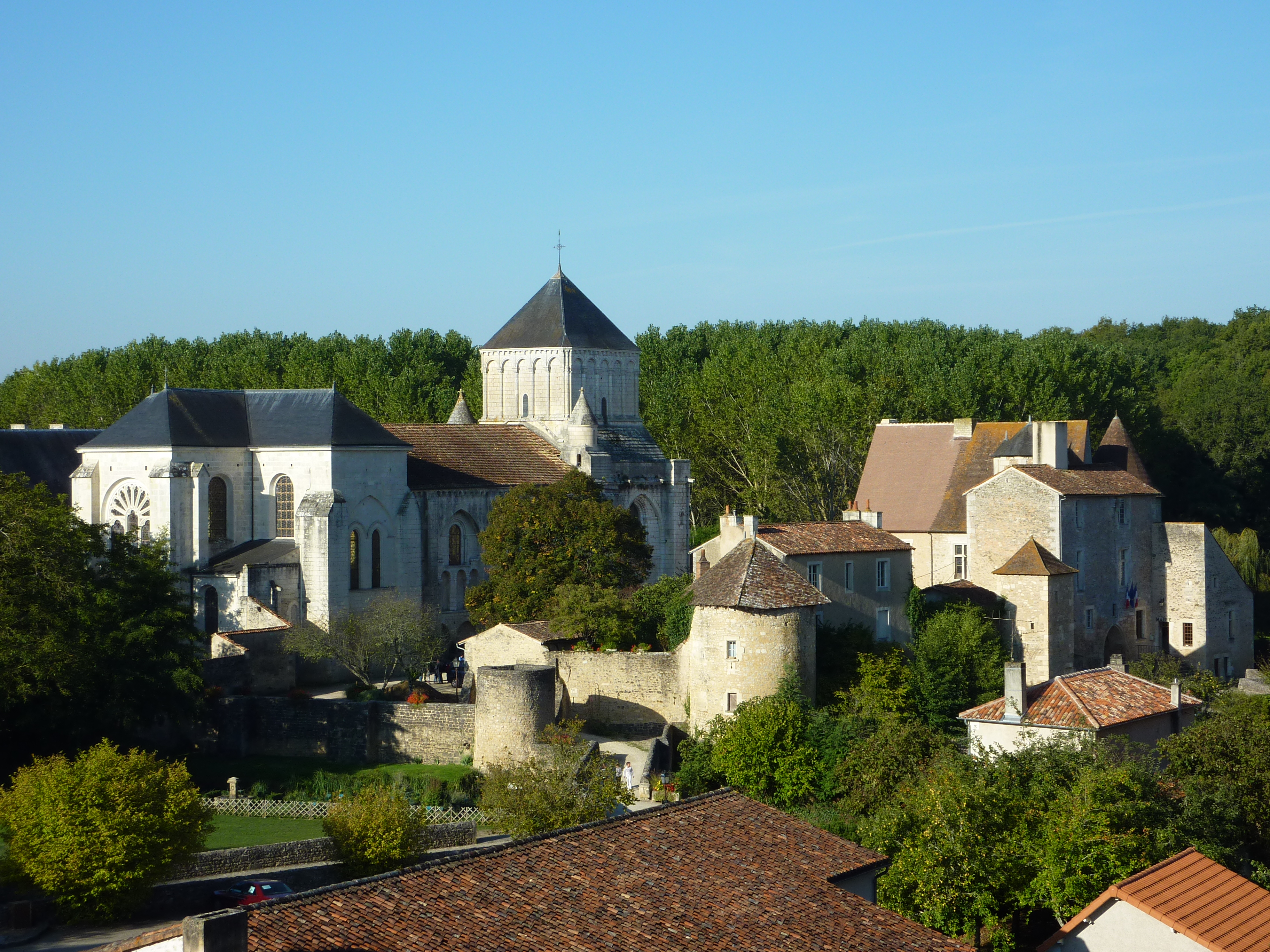
Abbaye Saint-Junien
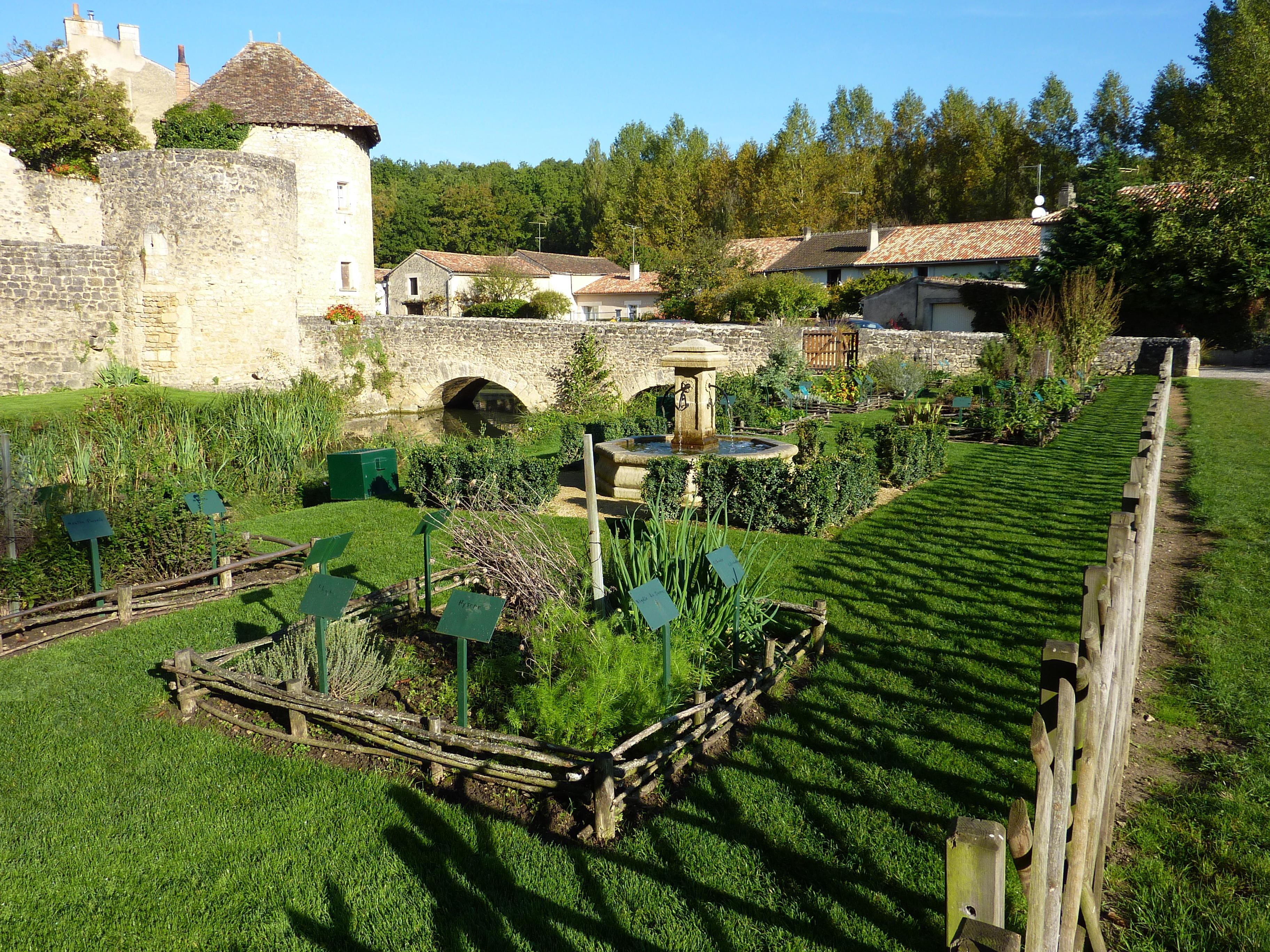
Jardin médiéval
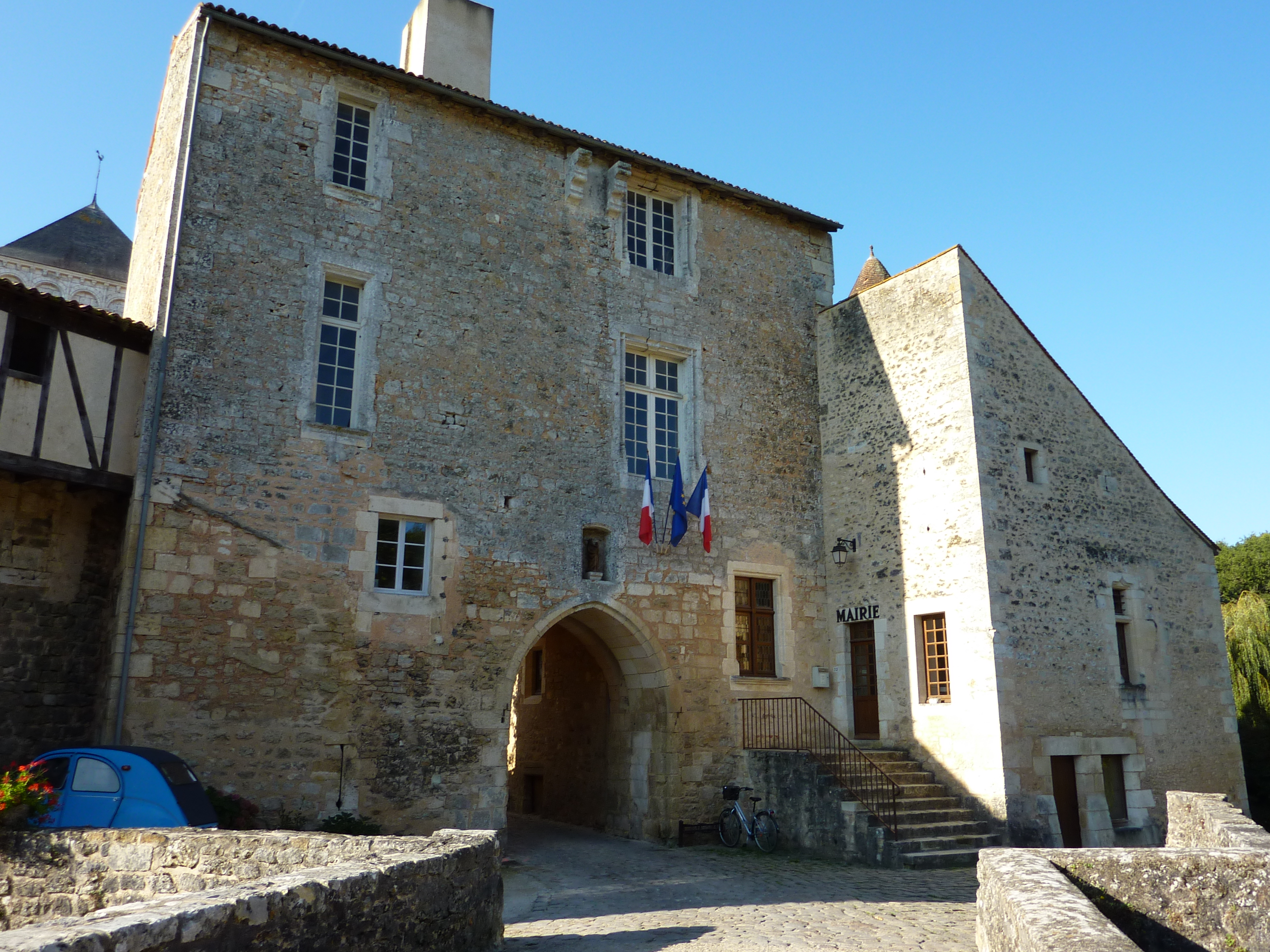
Mairie de Nouaillé-Maupertuis

- La chapelle de Monvinard est inscrite comme monument historique depuis 1993.
- Le prieuré Notre-Dame d'Availles dont le portail et la chapelle ont été classés comme monument historique respectivement en 1924 et en 1943. Les restes des bâtiments sont inscrits comme monument historique depuis 1972.

#### Patrimoine civil
- Proche de Nouaillé-Maupertuis, il est possible de voir le champ de bataille (itinéraire fléché). Un bloc de pierre porte la mention : « À la mémoire des chevaliers, barons et hommes d'armes de France, de Gascogne et d'Angleterre, tombés en ces lieux le 19 septembre 1356. » Des panneaux explicatifs permettent de suivre les combats et d'apprécier l'importance de l'évènement pour l'histoire de France et d'Angleterre.

#### Patrimoine naturel
Le bois de Saint-Pierre est situé à une dizaine de kilomètres au sud de Poitiers. Il s’étend sur le territoire des communes de Nouaillé-Maupertuis et de Smarves. C’est un vaste ensemble boisé qui occupe un plateau faiblement ondulé. Le site comprend, aussi, sur sa lisière nord, un versant raide qui plonge vers le Miosson, un affluent du Clain, ainsi que la vallée de Fontfrère, un petit vallon latéral.
Les sols limoneux profonds (dénommés "bornais"), à tendance acide et hydromorphe situés sur les plateaux accueillent une unique chênaie calcifuge à chêne sessile. En revanche, les sols argilo-calcaires profonds et sains situés sur les pentes ont permis une diversification de la végétation forestière: une chênaie pubescente s’est installée sur le rebord du plateau ; une chênaie-charmaie composée de chênes pédonculés et de charmes a trouvé refuge sur les pentes modérées ; un boisement mixte à Scolopendre occupe les pentes fortes ; enfin, une aulnaie a poussé en bas du versant, dans la zone humide voire inondable de la nappe alluviale du Miosson.
Cette variété d’habitats forestiers a permis le développement d’une riche flore de sous-bois, à l’origine du classement et de la protection du bois. La plante la plus rare est le Lis martagon, une espèce protégée en France. C’est une plante surtout montagnarde qu’on ne trouve que très rarement dans le plaines atlantiques où elle ne peut subsister que dans des sites au microclimat particulier. Sa présence est, en fait, le témoin d’un climat aujourd’hui révolu. Le lis martagon, ainsi, trouve sur les pentes du Miosson qui sont exposées au nord, un climat frais et humide nécessaire à la réalisation de son cycle végétatif. Toutefois, comme dans d’autres sites situés dans le département, de nombreux pieds restent stériles et témoignent de conditions écologiques limites pour cette plante très éloignée ici des forêts montagnardes qui représentent son biotope normal. En bas de pente, le lis est accompagné par plusieurs autres espèces peu communes ou rares des bois poitevins: c’est le cas de l’Isopyre faux-pigamon, de la Raiponce en épi, du Laser à feuilles larges et, surtout, de la Lathrée écailleuse, une curieuse plante de couleur ivoire, dépourvue de chlorophylle, qui trouve ses substances nutritives en parasitant les racines d’arbres divers tels que les ormes, les noisetiers, les érables ou les frênes.
Le bois de Saint-Pierre abrite non seulement une avifaune commune aux sites forestiers poitevins (fauvettes, pouillots et grives) mais aussi quelques espèces plus rares et plus localisées comme le Bouvreuil pivoine (une espèce plutôt nordique et "montagnarde", très disséminée en région Poitou-Charentes), la Mésange huppée ou le Pouillot siffleur qui est un passereau insectivore inféodé aux forêts âgées à canopée élevée. La plus remarquable est le Pic mar, un oiseau étroitement lié aux vieilles forêts feuillues - chênaies, hêtraies, chênaies-charmaies - où il se nourrit essentiellement des invertébrés vivant dans les fissures de l’écorce des arbres centenaires. Cette espèce, protégée en France, est en nette régression sur tout le territoire national comme dans toute l’Europe occidentale. Elle n’est plus représentée en Poitou-Charentes, au début du XXIe siècle que par une population de 150 à 250 couples, d’où l’importance de ce site.
Parmi les mammifères, la présence du Cerf élaphe et de la Martre (Martes), un petit carnivore très disséminé dans la région, est également à signaler.

### Équipement culturel
La bibliothèque municipale propose plus de 4 000 livres, textes enregistrés sur CD et revues. La majorité des documents appartient à la bibliothèque, les autres sont déposés par la Bibliothèque Départementale de la Vienne, le service Lecture Publique du Conseil Départemental.

### Manifestations culturelles et festivités
Depuis 1983, l’association Nouaillé 1356 propose des animations, des spectacles ainsi qu'une journée médiévale.
L'histoire et art mediaval du "Jour/''Nuit"
Le "Jour/Nuit" était une pratique typique et native de la commune de Nouaillé Maupertuis, rapporté par les archives historiques anglaises.
Cette coutume remonterait à des temps jadis, où les ducs et bourgeois se divertissaient et admiraient la population déambuler autour de l'abbaye. En effet, les nuits de fête, à l'aide de flambeaux, la plèbe devait éteindre et rallumer quasi simultanément ses éclairages, afin que l'abbatiale soit éclairée puis plongée dans le noir à nouveau. Cette opération pouvait, selon les archives durer plusieurs minutes ou heures. Les bourgeois se positionnaient sur les parties hautes de la ville afin d'observer le spectacle du meilleur point de vue.
Cette activité divertissante pour certains devait être assez compliquée, si l'on reconnaît les difficultés de l'époque à allumer et éteindre des flambeaux et ceci simultanément.
Ouvrage de référence British Library (Bibliothèque Monastique Medievale) traduction littéral.

### Personnalités liées à la commune
- Joachim Bernier de la Brousse (1580-1623), poète baroque.

### Héraldique
| Blason | Blasonnement : D'azur, à trois fleurs de lis d'or, deux et une, à deux crosses de même passées en sautoir. Commentaires : La ville a adopté les armes de Raoul du Fou, évêque d’Évreux et abbé commendataire de l'abbaye de Nouaillé-Maupertuis. |

| Blason | Blasonnement : D'azur à la fleur de lys d'or supportant deux éperviers affrontés d'argent perchés sur chacune de ses branches. Commentaires : Les armes de l'ancienne abbaye de Nouaillé. |